# トンネルズ&トロールズ
『トンネルズ&トロールズ』 (Tunnels & Trolls, T&T) は、米国製のテーブルトークRPGのひとつ。メインデザイナーはケン・セント・アンドレ（『ストームブリンガー』などのデザイナー）。ペーパーバック一冊に収まったルールブック（日本語版はちょうど文庫本一冊になった）と、6面ダイスのみを利用する簡素なシステムが特徴。
豊富な武器防具の設定や、ユーモアに富んだ独特のテイスト、銃器や奴隷のルール化などの一般のファンタジーRPGではとりあげられることの少ない奇抜なフィーチャーで異彩をはなった。ソロアドベンチャー（ゲームブック）が多数発刊されたことでも知られる。

## 歴史
1975年にフライング・バッファローによって発表された。これは『ダンジョンズ&ドラゴンズ』とほぼ同時期（T&Tが1年後）にあたる。日本では1987年に社会思想社から第5版の日本語版が発売され、サプリメントやソロアドベンチャーも同社から出版された。また、同社から発刊されていた『ウォーロック』誌によって様々なサポートがなされた。
日本語版の翻訳を行なったグループSNEは、その後第5版を独自に拡張した『ハイパートンネルズ&トロールズ(HT&T)』をデザインし、1991年に日本で出版している。
2007年現在、フライング・バッファローはT&Tの第5.5版（第5版にいくつかの選択ルールなどを追加したもの）を販売している。また、2005年夏に30周年記念版としてFiery Dragon Productions社より、“第7版”ルールブック、ソロアドベンチャー『バッファロー・キャッスル』やコンピュータゲーム『Tunnels & Trolls: Crusaders of Khazan』の復刻などを納めたCD-ROM、ハウスルール（“第7.5版ルール”）などを同梱した製品が発売された。
日本でも、2006年12月に新紀元社より第7版の日本語訳が発売された。旧版が文庫だったのに対し、こちらは新書サイズである。以後、シナリオやリプレイが刊行され、サポートは『Role & Roll』誌にて展開された。
第6版は存在しない。第7版ルールブックでは「世間にいくつも『第6版』があるが、これらは著者・出版社が公式に認めたものではない。しかしこれらを我々は『海賊版』ではなく『ハウスルール』と呼ぶ」としており、「読者のみなさんはこれからもハウスルールを作る権利があるのです」と書かれている。前述の『HT&T』もこの「第6版」に相当する。
2013年1月にはフライング・バッファロー創設者リック・ルーミスが、Kickstarterにて『Deluxe Tunnels & Trolls』（第8版相当）への出資を募り、目標額の4倍以上となる約12万5千ドルを集めてプロジェクトを実現させ、2015年8月に製品版が40周年記念版として発売された。また、この『Deluxe Tunnels & Trolls』の日本語版としてグループSNEの翻訳による『トンネルズ&トロールズ完全版』が、2016年9月にコザイク社よりボックス版で発売された。『Deluxe Tunnels & Trolls』および『トンネルズ&トロールズ完全版』では、以前の版では詳細不明だった背景世界「トロールワールド」についての地図や年表などの資料が付属している。

## システム（第7版）
以下に記述する解説は第7版に準拠している。

### 戦闘
戦闘は、集団による乱戦を模し、個々のキャラクター同士で判定を行うのではなく、全体のヒット数（武器や魔法などの打撃点）を比べあい、少ない方がヒット数の差をダメージとしてを与えられるという大胆なシステムを採った。また、ダイスで6が出た数だけ「悪意ダメージ」として、ヒットの差や防御点を無視して相手にダメージを与える。
戦闘システムの構造上、戦闘時にはダイスを同時に多数振るため、他のテーブルトークRPGよりも多くのダイスを必要とするのも特徴。同時に振るダイスの数は、他のテーブルトークRPGの多くが1人あたり1 - 3個程度なのに対し、T&Tでは1人あたり3 - 5個程度が普通で、武器によっては10個ものダイスを必要とする場合もある。

### 行為判定
一般の行為判定は、セービングロール (SR)と呼ばれる、能力値（体力度、知性度、魅力度など）に6面ダイスふたつの合計(2D6) を足したものが、ある難易度数に達していたかどうかで合否を判断する。ただしダイスの目が1と2の組み合わせなら自動的に失敗となる。またゾロ目（同数字がふたつ）の場合には、更に2D6を振り足すことができる。1と1のゾロ目が出た場合は更に2D6を振り足すことができるため、自動的失敗は最初の2D6で合計3が出た時のみとなる。ゾロ目が繰り返し起これば、20、30といった極端な数値にもなりうるため、どんな困難な行為判定でも絶対に成功しないとは言い切れない。
判定に失敗した場合、自動的失敗でなければ、ダイスの目の合計にキャラクターのレベル数を加え、かろうじて成功しなかったかどうかを判定することができる。

### キャラクター
キャラクターの能力は体力度・耐久度・器用度・速度・知性度・魔力度・幸運度・魅力度の 8つの能力値で表される。
キャラクター作成時には 6面ダイス三つの合計(3D6)の値に選んだ種族の係数をかけて能力値を決める。作成時に6面ダイスの目が三つとも同じだった場合、さらに6面ダイス三つを振り足すことが出来る。このため、ダイスの結果と種族によっては作成時から能力値が50以上になることもあり得る。
能力値を MR（モンスターレート）という数値ひとつで表現する方法もある。MR はキャラクターの攻撃の強さと耐久度を同時に表す数値で、戦闘時にゲームマスターの計算を楽にするために使われることが多い。MR で表されたキャラクターは普通の能力値をもたないため、セービングロールを行うことができない。

### 種族
種族は、人間・エルフ・ドワーフ・ホブ（ホビット）・レプラコーン・フェアリーの 6種類が基本となる。ゲームマスターが許可すれば、トロールやウルク（オーク）など、さまざまな種族を選ぶこともできる。

### 役割（アーキタイプ）
第5版までは戦士・盗賊・魔法使い・魔法戦士の4つの職業が用意されていた。第7版では戦士・盗賊・魔術師・専門家（四種類の専門魔法使い、野伏せり、指導者）・達人・市民が用意されている。
戦士
すべての武器・防具を使うことができ、戦闘に大きなボーナスがある。魔法は決して使うことが出来ない。
盗賊
正確には「盗賊魔術師」であり、正規の教育を受けていない魔術師全般を指す。戦士同様すべての武器・防具を使うことができるが、特にボーナスはない。盗賊は魔法を使うこともできるが、魔術師のように魔力度の消費を軽減することができず、本来のレベルより高いレベルで魔法を使うこともできない。盗賊らしい行動をとるのに特典がある。
古い版には一定のレベルに達した盗賊は戦士か魔術師のいずれかに転職しなければならないというルールがあったが、第5版の時点でこのルールは廃止されている。「完全版」でこのルールの一部が復活し、7レベルになったときに希望した場合戦士か魔術師に転職することができる。
魔術師
魔法を使うことができる。短剣や杖など限られた武器しか使えないが、防具には制限がない。自身のレベルが上がったり、魔法の杖を使ったりすることで、魔法使用時の魔力度消費を軽減することができる。
専門家
超自然に近い能力を持って生まれたキャラクターであり、いくつか種類がある。専門家はいずれも、キャラクター作成時に特定の能力値が条件を満たしていないと選ぶことが出来ない。
専門魔法使い
専門家の一つで、ある系統の魔法だけを非常に少ない魔力度消費で使え、さらに呪文を自動的に覚えていく。魂を操る魂使い、肉体の機能を操作する癒し手、超能力を操る伝道者、戦闘用の呪文を使う戦闘魔法使いの四種類が存在する。
野伏せり
専門家の一つで、射撃がほぼ確実に成功する。
指導者
専門家の一つで、説得がほぼ確実に成功する。
達人
以前の版では魔法戦士と呼ばれていた役割で、キャラクター作成時に全ての能力値が一定以上の値でないと選ぶことができない。達人は盗賊と同じように、戦うことも魔法を使うこともでき、どちらも盗賊よりも熟達している。
市民
一般的な市民。戦闘や魔法については特別な訓練を受けておらず、戦闘においてはペナルティを受ける。基本的にNPC用の役割と言える。
また、社会思想社版の「モンスター！モンスター！」には米「ソーサラーズ・アプレンティス」誌に掲載されたD.V.マーチによるローカルルール「僧侶」「侍僧」が掲載されており、ウォーロック誌に連載されていたT&T用背景世界「セル・アーネイ」などで採用されていた。
僧侶
信仰度（セル・アーネイやHT&Tでは体力度）を消費する事で神の力を借りて奇跡を行う事ができる。使える奇跡に武器、防具に制限を受ける。仕える神にちなんだ物品を聖印として使う事で魔術師の魔法同様に信仰度の消費を減少させる事ができる。
侍僧
僧侶に仕える使用人のような存在。低いレベルの奇跡を使用する事ができるが、聖印を使って信仰度を減少させる事はできない。盗賊とは異なり、仕える神に対して大きな功績を立てるなど、神に認められる事で正式な僧侶になれる可能性が示唆されている（具体的なルールは存在しない）。「セル・アーネイ」では盗賊に統合されており、前述の僧侶へ昇進するルールなども存在しない。

### 武器や防具
武器のルールはあまり多くない反面、種類は非常に多く、中には釿（ちょうな）や木樵用の斧、肉切り包丁、かなてこ、ウォーショベルなどの道具や、テルビーチェ（木の棒の両側にサメの歯を並べた武器）や、フィッシュ・スパイン・ソード（ノコギリエイのノコギリ状の吻に持ち手をつけた物）など、他のゲームではまず見られることがない武器が登場する。
さまざまな毒も存在し、使用を許されているというのも特色である。

### 魔法
魔法を使うには知性度の判定に成功しなくてはならない。成功しても失敗しても魔力度を消費する（ドラクエのザラキやザオラルなどと同様）。
特色として、魔力度はマジックポイントであると同時に、魔法抵抗力も表しているという点がある。魔力度が自分より高い相手に対してかけた魔法は、まったく効果を現さないが、代わりに相手の魔力度を消費させる。このため、魔法を使いすぎると相手に魔法がかからなくなったり、相手が魔法を使うのを防ぐため、魔力度を下げる目的で魔法を使ったりという状況が起こる。
魔術師と達人は、キャラクター作成時点でレベル1の魔法をすべて使うことができる。レベル2以上の魔法を憶えるには、知性度・器用度が規定値以上であり、かつ魔術師組合に規定の金額を納めなければならない。魔法の価格はレベルごとに決まっており、魔法ひとつあたりいくら、なので、魔術師は大量の金貨が必要になる。
盗賊は作成時点でレベル1の魔法を一つだけ覚えているが、魔術師組合から魔法を教えてもらうことができず、パーティー内の魔術師か、盗賊組合から教えてもらうことになる。盗賊が魔術師から呪文を教わる場合、魔術師が魔術師組合で呪文を教わる時と同じ金額を払うのが慣例になっている。
一部の魔法（価格調査の魔法や警報の魔法など）は一般に対しても販売されている。
専門魔法使いは魔法を自動的に修得していくため、魔術師組合に頼る必要はない。
戦士、野伏せり、指導者は呪文を覚える手段がない。

### タレント
いわゆる技能であり、伝承、剣術、賭博、音楽、文学、動物使役、軽業など、さまざまなタレントを作り出して良い、とされている。
特定の能力値を基準に決定され、行為判定の時、能力値の代わりに使うことが出来る。また、基準となった能力値が上昇するとタレントも上昇する。

### 成長
行為判定や魔法、冒険の成功などにより、キャラクターは冒険点を手に入れることが出来る。
冒険点を消費することでキャラクターは能力値を伸ばすことが出来、役割によって定められた能力値の十分の一（端数切り捨て）がそのキャラクターのレベルとなる。
種族によっては、キャラクター作成時から経験レベルが2になることはごく普通に見られるし、ダイスの出目によっては作成時から5レベルを越えることもあり得る。

## その他のT&T
第5版のT&Tの世界観やシステムを利用したコンピュータゲーム『Tunnels & Trolls: Crusaders of Khazan』が New World Computing 社から1990年に発売された。日本語版はスタークラフト社から『トンネルズ・アンド・トロールズ カザンの戦士たち』として発売。

## 日本での製品一覧
日本で出版されたT&T製品を以下に示す。

### 現代教養文庫
社会思想社より刊行。同社の倒産（2002年）により現在では全て絶版である。

#### ルールブック・追加ルール
『トンネルズ&トロールズ ファンタジーRPGルールブック』
ケン・セント・アンドレ著 安田均監修 清松みゆき訳 1987年12月　ISBN 4390112414
『モンスター！ モンスター！ T&T RPGシナリオ・追加ルール』(en)
ケン・セント・アンドレ、ドロシー・V. マーチ著 清松みゆき訳著 1989年6月　ISBN 4390112503

#### シナリオ
『ベア・ダンジョン T&T RPGシナリオ』(en)
J. ピータース他著 清松みゆき訳 1988年8月　ISBN 4390112481
『魔術師の島 T&T RPGシナリオ』
ラリー・ディティリオ著 高山浩訳 1990年4月　ISBN 4390112473

#### ソロ・アドベンチャー
それぞれに表題作を含むソロ・シナリオ2本と簡易ルールが収録されている。
『傭兵剣士 T&T ソロ・アドベンチャー』
J. ウィルソン著 安田均、清松みゆき訳 1988年1月　ISBN 4390112422
収録シナリオ：『傭兵剣士(en)』『青蛙亭ふたたび(en)』
『カザンの闘技場 T&T ソロ・アドベンチャー』
ケン・セント・アンドレ他著 清松みゆき、高山浩訳 1988年5月　ISBN 4390112430
収録シナリオ：『ソーサラー・ソリテア(en)』『カザンの闘技場(en)』
『恐怖の街 T&T ソロ・アドベンチャー』
マイケル・A. スタックポール他著 安田均、清松みゆき訳 1988年12月　ISBN 4390112449
収録シナリオ：『恐怖の街(en)』『サルクティの魔除け』
『デストラップ T&T ソロ・アドベンチャー』
ケン・セント・アンドレ著 清松みゆき、高山浩訳 1989年3月　ISBN 4390112457
収録シナリオ：『運命の審判』『デストラップ(en)』
『鏡の国のダンジョン T&T ソロ・アドベンチャー』
J. マーシニャク、S. エストヴァンキー、S. マーシニャク著 安田均、清松みゆき訳 1989年9月　ISBN 4390112465
収録シナリオ：『イヴォワール城の虜』『鏡の国のダンジョン』
『オーバーキル城 T&T ソロ・アドベンチャー』
マイケル・A. スタックポール著 安田均、高山浩訳 1990年6月　ISBN 4390113410
収録シナリオ：『ガルの地下水道』『オーバーキル城(en)』
『ゲームマンの挑戦 T&T ソロ・アドベンチャー』
R. クラム著 清松みゆき訳 1990年9月　ISBN 4390113429
収録シナリオ：『あやかしの森(en)』『ゲームマンの挑戦(en)』
『嘆きの壁を越えて T&T ソロ・アドベンチャー』
G. A. ラーマン、K. M. オウル著 清松みゆき訳 1991年2月　ISBN 4390113437
収録シナリオ：『魔の海域(en)』『嘆きの壁を越えて(en)』

#### その他関連書籍
『T&Tがよくわかる本』
清松みゆき著 1988年12月　ISBN 439011249X
清松による解説書。シナリオ1本収録。

### Role & Roll Books
新紀元社より刊行中。
『トンネルズ&トロールズ 第7版』
ケン・セント・アンドレ著 安田均監修 柘植めぐみ / グループSNE訳 2006年12月8日 ISBN 4-7753-0518-2
『傭兵剣士』(en)
2006年11月 ISBN 4-7753-0512-3
上記のソロ・アドベンチャーの再刊。ただし収録されているソロ・シナリオは表題作のみで、『青蛙亭ふたたび』は未収録。
本書収録のシナリオ『傭兵剣士』を元にしたリプレイ（北沢慶著。元は『HT&T』のルールでプレイされ、グループSNEのホームページに掲載されていたもので、第7版に準拠するよう細部が改訂されている）とのダブルブック。
『モンスター人生も悪くない！』
安田均監修 諸星崇 / グループSNE著 2007年10月 ISBN 978-4-7753-0587-4
「Role & Roll」誌に掲載された第7版準拠のリプレイを収録。

### 冒険企画局
『トンネルズ&トロールズでTRPGをあそんでみる本』
冒険企画局・グループSNE著

### コザイク / グループSNE
『トンネルズ & トロールズ 完全版』
ゲームデザイン：ケン・セント・アンドレ・翻訳：グループSNE
ルールブック3冊（基本ルール、さらなる詳細、トロールワールド）/ マスタースクリーン / キャラクターシート20枚 /〈トロールワールド〉地図1枚 / 6面体ダイス30個 / カード電卓1個 ・・・以上の物を収録した日本語版オリジナルのボックス仕様。

### グループSNE
『トンネルズ&トロールズ完全版BOOK』
ゲームデザイン：ケン・セント・アンドレ・翻訳：グループSNE
ルールブック3冊（基本ルール、さらなる詳細、トロールワールド）にシナリオ「アンクル・アグリーの地下迷宮(UUU)(en)」が付属。

### グループSNE / 書苑新社
『モンスター! モンスター! 〜T&T モンスター型シナリオ・追加ルール』(en)
著:ケン・セント・アンドレ
『トンネルズ&トロールズ完全版』初のサプリメント。「ブック1:ルール&シナリオブック」「ブック2:カタログブック」「ブック3:スペルブック」3冊のセット。
『アドベンチャー・コンペンディウム（T&Tアドベンチャー・シリーズ1）』
著:フライング・バッファロー  訳:安田均、笠井道子/グループSNE
9本のミニ・ソロアドベンチャー、1本のポケット・ソロアドベンチャー、3本のゲームシナリオ、ブックボーナスとして4本のゲームシナリオを収録。
『死の女神の口づけ（T&Tアドベンチャー・シリーズ2）』
著:ケン・セント・アンドレほか  訳:安田均、笠井道子、清松みゆき
ソロアドベンチャー「死の女神の口づけ」「バッファロー・キャッスル」ほかブックボーナスとして3本のミニシナリオを収録。
『カザンの闘技場（T&Tアドベンチャー・シリーズ3）』
著:ケン・セント・アンドレ  訳:安田均、笠井道子、清松みゆきほか
ソロアドベンチャー「カザンの闘技場(en)」「デストラップ」ほかを収録。
『ベア・ダンジョン+ベア・カルトの地下墓地+運命の審判（T&Tアドベンチャー・シリーズ4）』
著:“熊の"J.ピーターズ＆ケン・セント・アンドレ   訳・著：安田均、清松みゆき、岡和田晃、杉本＝ヨハネ、高山浩、笠井道子 ISBN 978-4-88375-301-7
シナリオ「ベア･ダンジョン(en)」「ベア・カルトの地下墓地(en)」、ソロアドベンチャー「運命の審判」を収録。大判マップが付属。
『恐怖の街+ガルの地下水道+レッドサークル （T&Tアドベンチャー・シリーズ5）』
著:マイケル・Aスタックポール  訳:安田均、笠井道子、笠竜海
ソロアドベンチャー「恐怖の街(en)」「ガルの地下水道」「レッドサークル」を収録。大判マップが付属。
『トラブル in トロールワールド（T&Tアドベンチャー・シリーズ6）』
著:杉本＝ヨハネ  イラスト:リズ・ダンフォースほか ISBN 978-4-88375-321-5
ソロアドベンチャー「カザンの盗賊たち」「海の炎の冒険」「故郷への旅路」「白き約束の日」ほか全12本とその他を収録。
『傭兵剣士（T&Tアドベンチャー・シリーズ7）』
著:ジェームズ・ウィルソン、岡和田晃   訳:安田均、清松みゆき
ソロアドベンチャー「傭兵剣士(en)」「青蛙亭ふたたび(en)」「無敵の万太郎とシックス・パックの珍道中」ほかコミック等を収録。
『コッロールの恐怖（T&Tアドベンチャーシリーズ8）』
著:アンチ・R・ホームズ、ケン・セント・アンドレ、キャサリン・デモット　訳:岡和田晃、杉本＝ヨハネ　日本語版監修:安田均 ISBN 978-4-88375-391-8
シナリオ「コッロールの恐怖」、ソロアドベンチャー「ヴァンパイアの地下堂」「猫のいぬ間に」を収録。大判マップが付属。
『怪奇の国のアリス＋怪奇の国！（T&Tアドベンチャーシリーズ9）』
著:ジョエル・マーラー＆キース・A・アボット　訳:岡和田晃　日本語版監修:安田均 ISBN 978-4-88375-434-2
ソロアドベンチャー「怪奇の国のアリス」「怪奇の国！」、シナリオ版「天空の国のアリス」とそのリプレイコミックを収録。
『トンネルズ&トロールズ・アンソロジー ミッション：インプポッシブル』
アンソロジーノベル。以下、収録された各作品名と著者と翻訳者。2017年5月発売。ISBN 978-4-88375-261-4
- 『ミッション：インプポッシブル』著：エリザベス・ダンフォース　訳：安田均
- 『カザンで最低の盗賊二人』著：ケン・セント・アンドレ　訳：清松みゆき
- 『運命の審判』著：ケン・セント・アンドレ　訳：高山浩
- 『魔術師あるところ道あり』著：ベア・ピーターズ　訳：安田均
- 『たったひとつの小さな真実』著：キャサリン・カー　訳：こあらだまり
- 『オーガー・ポーカー』著：マーク・オグリーン　訳：安田均
- 『風の虎』マイケル・Ａ・スタックポール　訳：柘植めぐみ

1992年に本国で発売された短編小説集の翻訳。
『カザンの闘士たち T&Tサンプルキャラクター集』
編・イラスト：ディヴィッド・A・ラウリー　日本語版監修：安田均 / グループSNE
T&Tアドベンチャー・シリーズ3『カザンの闘技場』をより楽しむためのサンプル・キャラクター集。コミックとソロアドベンチャーも収録。

### グループSNE / 新紀元社
『トンネルズ＆トロールズ　ビギナーズ・バンドル 魔術師の島』
著：ステファン・ジョーンズ　ラリー・ディティリオほか
翻訳：柘植めぐみ、高山浩ほか  監修：安田均
初心者向けにミニルール、ソロアドベンチャー、シナリオ等をまとめた「ビギナーズ・バンドル」と、シナリオ「魔術師の島」と関連小説「ドラゴンの巣を越えて」等を収録した「魔術師の島」の2冊セット。ISBN 978-4-77532-030-3

### FT書房
『T&Tサンプルキャラクター集』
『T&Tサンプルキャラクター集２』
『T&Tスチームパンク～ノームの発明品～』
『T&Tソロアドベンチャー　旅人の丘を越えて/イサヒルの氷の洞窟』
『旅人の丘を越えて』著：杉本＝ヨハネ
『イサヒルの氷の洞窟』著:アンディ・R・ホームズ　訳:杉本＝ヨハネ
『T&Tソロアドベンチャー　デーモンメイジの地下迷宮/ストームゴッド寺院のもとで』
著:アンディ・ホームズ　訳:杉本＝ヨハネ
『マミー女王の宝』
著:アンディ・ホームズ　訳:杉本＝ヨハネ
『ティルホードホロウの叫び』
著:アンディ・ホームズ　訳:杉本＝ヨハネ
『サイドショー』
著:アンディ・R・ホームズ　訳:杉本＝ヨハネ
『月花の冒険（T＆Tソロアドベンチャー）』
著:杉本＝ヨハネ